# Mine du 9 mai
 (mars 2025).
La mine du 9 mai est une mine souterraine de charbon située en République tchèque.